# Secure Information Exchange Network Application
Secure Information Exchange Network Application (SIENA) ist ein Kommunikationswerkzeug zur gegenseitigen Kommunikation von EUROPOL-Stellen mit EU-Mitgliedsstaaten und dritten Parteien, die in den Kommunikationsverkehr von EUROPOL eingebunden sind. In einem Bericht des Europarats vom Januar 2015 wird SIENA neben dem Europol Platform for Experts (EPE), dem Europol Information System (EIS) und dem Europol Analysis System (EAS) als Kernapplikation Europols bezeichnet.:36 EUROPOL zufolge wurde besonderer Wert auf Datenschutz und Vertraulichkeit sowie die Erfüllung aller legalen Anforderungen gelegt. SIENA ist vergleichbar mit dem Law-Enforcement-Online-Netzwerk des FBI. Anders als dieses ist es als Netzwerk einer internationalen Organisation wie das Interpol Global Communication System 24/7 (I24-7) durch vertragliche Regeln gebunden. Eine parlamentarische Aufsicht über die Verwendung des Systems und die Inhalte fällt somit schwerer.
Das Ziel der Einführung von SIENA ist es, das System zum zentralen Informationsmanagementsystem für Fallhandling, Querabgleiche und den Austausch strukturierter Daten zu ermöglichen. Beispielsweise kann durch SIENA sicher auf EIS zugegriffen werden.

## Quantitative Daten
Nach Angaben von EUROPOL waren Ende 2014 573 Teilnehmer mit 4722 Anwendern in SIENA konfiguriert, unter denen 28 Mitgliedsländer, 14 direkt verbundene „Dritte Parteien“ sowie 19 indirekt eingebundene Parteien sind. Neben direkten EU-Mitgliedern kooperieren auch Dienste von Nicht-EU-Mitglieder wie Australien, Norwegen und der Schweiz, die aber nach EUROPOL-Angaben von 2012 noch nicht direkt in das Informationsnetzwerk eingebunden sind. Angaben der britischen Bürgerrechtsbewegung Statewatch legen nahe, dass auch Interpol Zugriff auf das System hat. Darüber hinaus berichtet Statewatch 2012 über die Einbindung von Australien, Kroatien (inzwischen EU-Mitglied), Island und Norwegen sowie über die Einrichtung von regionalen Plattformen in Ghana und im Senegal.

## Technische Daten
Über das SIENA-System ist nur wenig bekannt, Hinweise aus verschiedenen Dokumenten bilden nur ein unvollständiges Bild ab. Die Dateigröße übermittelter Daten in SIENA ist auf 50 MByte begrenzt. Wenn größere Dateien übermittelt werden müssen, wird eine als „Large File Exchange“ (LFE) bezeichnete Lösung eingesetzt.

## Geschichtliche Entwicklung
Vor der Einführung von SIENA wurde ab 1996 ein System mit der Bezeichnung Information Exchange System (InfoEx) verwendet. Als im November 2005 weitere Überlegungen zur Datensicherheit gemacht wurden, wurde InfoEx auch verstärkt diskutiert. Ab 2007 wurden detaillierte Pläne ausgearbeitet, InfoEx durch SIENA abzulösen. Der Einsatz von SIENA für die europaweite Kommunikation zwischen Polizeibehörden wurde bei den damals zum ersten Mal in Deutschland stattfindenden Danziger Gesprächen 2008 getroffen. Die Entwicklung von SIENA stammt aus Schweden. Die erste Version von SIENA ging am 1. Juli 2009 online. Der Kern der Anwendung war ein System, das polizeiliche Anfragen in 24 Amtssprachen und drei Alphabete übersetzen kann. In kurzer Folge wurden weitere Versionen veröffentlicht (V1.0, V1.1 und V1.2). Im März 2010 wurde Version 2.0 veröffentlicht. Ende 2011 wurde SIENA 2.1 aktiviert, wodurch dritte Parteien in das SIENA-Netzwerk eingebunden werden konnten. Version 2.3 bot Ende 2013 ein universelles Messageformat, mit dem Daten gemäß dem Prümer Abkommen in PDF-Form ausgetauscht werden konnten. 2014 wurde das Messageformat erweitert, so dass automatische Datenübertragung ermöglicht wurde und Information nicht mehrfach erfasst werden musste. 2014 wurde SIENA III ausgerollt, wodurch die Zusammenarbeit zwischen nationalen Stellen verbessert wurde.
EUROPOL bietet anderen Agenturen wie dem Europäischen Amt für Betrugsbekämpfung (OLAF), Eurojust und Frontex die Verwendung von SIENA an. Die Einführung von SIENA wird auch national betrieben. So kündigte das dem Österreichischen Innenministerium unterstellte Bundesamt zur Korruptionsprävention und Korruptionsbekämpfung 2014 die Einführung von SIENA für die Antikorruptionsbehörde bis Oktober 2016 an.
Aus einem EUROPOL-Bericht an einen ständigen Ausschuss vom November 2015 wird der aktuelle Stand der Software mit 2.8 (eingeführt im Oktober 2015) angegeben. Gleichzeitig wird festgestellt, dass die Anzahl der terrorismusbezogenen Mitteilungen im System sich in drei Quartalen von 5 auf 7 % erhöht habe. Auch die Anzahl der Teilnehmer wird weiter erhöht.
In der Entwicklungsstufe 3.0 soll die Sicherheit von Siena auf "EU-Confidential" erhöht werden. Die Entwicklung wird als notwendig bezeichnet, da das aktuelle Kommunikationswerkzeug der Police Working Group on Terrorism (PWGT) das Ende seines Lebenszyklus erreicht habe.
Auch für die am 1. Juli 2016 beim niederländischen Geheimdienst Algemene Inlichtingen- en Veiligheidsdienst (AIVD) angesiedelte "Counter Terrorism Group", einem Fusion Center für mindestens 30 Nachrichtendienste der EU-Mitgliedsländern, Norwegens und der Schweiz, kommuniziert nach Vermutungen des deutschen Journalisten Matthias Monroy über SIENA. Die Sicherheitsstufe der über SIENA übermittelten Daten müsste dafür höher liegen, als die über das US-amerikanische LEO-System, was nach Angaben von Monroy noch 2016 möglich werden soll. Hierzu musste ebenfalls die bis dahin in Deutschland gültige Trennung zwischen polizeilichen und geheimdienstlichen Daten verändert werden, was durch einen Teil des „Gesetzes zum besseren Informationsaustausch bei der Bekämpfung des internationalen Terrorismus“ vom 26. Juli 2016 (BGBl. I S. 1818) getan wurde.

## Angebundene Kommunikationspartner
2015 gibt Europol selbst die Anzahl der angeschlossenen Teilnehmer mit 5531 in 43 verschiedenen Staaten an. Im Januar 2018 werden 1200 verschiedene Behörden in 47 Ländern angegeben und eine Gesamtzahl an Mitteilungen von über einer Million.
In den Antworten zu einer kleinen Anfrage (Januar 2016) führt die Bundestagsverwaltung als direkt angeschlossene Partner auf: Albanien, Australien, Island, Kanada, Kolumbien, Liechtenstein, Mazedonien, Republik Moldau, Monaco, Montenegro, Norwegen, Serbien, Schweiz, USA, Eurojust sowie Interpol. Indirekt sind demnach angeschlossen: Bosnien-Herzegowina, die Russische Föderation, Türkei, Ukraine, Civilian European Security and Defence Policy Missions, EMCDDA, OLAF, die Europäische Zentralbank, European Center for Disease Prevention and Control, die Europäische Kommission, CEPOL, Frontex, das EU Intelligence Analysis Center, das Büro der Vereinten Nationen für Drogen- und Verbrechensbekämpfung und die Weltzollorganisation.

### Deutschland
In einer kleinen Anfrage des Mitglieds des Bundestags, Andrej Hunko, werden die deutschen Teilnehmer am SIENA-Netzwerk benannt. Nach Angaben in der Anfrage befinden sich unter den Kommunikationspartnern das Bundeskriminalamt, die Bundespolizei, der Zollfahndungsdienst und Staatsanwaltschaften. Außerdem das Schreiben das Landeskriminalamt Baden-Württemberg, den Euregionalen Polizeilichen Informations- und Cooperations-Centrum (EPICC) Heerlen, dem Gemeinsamen Zentrum (GZ) Basel und dem DEU_AUT Polizeikooperationszentrum (PKZ) Passau.